# Elecciones provinciales de Río Negro de 1983
Las elecciones generales de la provincia de Río Negro de 1983 tuvieron lugar el domingo 30 de octubre del mencionado año con el objetivo de restaurar las instituciones democráticas constitucionales y autónomas de la provincia después de más de siete años de la intervención federal provocada por el golpe de Estado de 1976, que llevó a que la Argentina fuera gobernada por una dictadura militar. Se realizaron al mismo tiempo que las elecciones presidenciales y legislativas a nivel nacional. Se trató de las quintas elecciones rionegrinas desde la provincialización del territorio en 1958, así como las primeras del presente período democrático argentino. Bajo la constitución provincial entonces vigente, debía elegirse un Gobernador y 36 bancas de la Legislatura Provincial, componiéndose los poderes ejecutivo y legislativo de la provincia para el período 1983-1987. Al mismo tiempo, se eligió a las autoridades locales de los numerosos municipios de la provincia, compuestos por un intendente con un mandato de dos o cuatro años que ejercería el poder ejecutivo y un Concejo Deliberante a cargo del poder legislativo.
Estos comicios se polarizaron entre el gobernador antes del golpe, Mario Franco, del Partido Justicialista (PJ), elegido en 1973, y el ex diputado nacional Osvaldo Álvarez Guerrero, de la Unión Cívica Radical (UCR), que en los anteriores comicios se había ubicado en el tercer puesto. Otros nueve partidos políticos presentaron candidatos a gobernador y listas legislativas, pero se consideró durante toda la campaña que la competencia era entre Álvarez Guerrero y Franco.
Al igual que a nivel nacional, el peronismo tenía una elevada expectativa de triunfo y dada su tradicional hegemonía, se esperaba que Franco ganara las elecciones, aunque por un margen más estrecho de lo habitual. Sin embargo, la elección resultó en un aplastante triunfo para Álvarez Guerrero, que obtuvo el 52,69% de los votos (porcentaje más alto de la historia electoral rionegrina) y se impuso en diez de los trece departamentos de la provincia, mientras que Franco sufrió una amplia y hasta entonces impredecible derrota al ubicarse en el segundo puesto con el 36,91% de los votos y se impuso solo en los tres departamentos restantes. Ante la polarización entre el radicalismo y el peronismo, las terceras fuerzas se vieron diezmadas y no pudieron representar una competencia coherente, viéndose incluso fuera del legislativo provincial, que fue exclusivamente bipartidista con 21 escaños ocupados por la UCR y 15 por el PJ. La participación fue del 85,84% del electorado registrado.
Álvarez Guerrero asumió su cargo el 10 de diciembre de 1983, dando inicio a una marcada hegemonía radical sobre el distrito, que se prolongaría por casi tres décadas hasta 2011, con el peronismo como principal oposición, el mayor período de tiempo que el radicalismo ha ocupado la gobernación de una provincia argentina.

## Antecedentes
Tras el golpe de Estado del 24 de marzo de 1976, que derrocó al gobierno constitucional de María Estela Martínez de Perón e instauró una dictadura militar autodenominada Proceso de Reorganización Nacional, todas las provincias de Argentina fueron intervenidas. En Río Negro se dio este caso, siendo depuesto el gobernador constitucional Mario Franco y reemplazado brevemente por Néstor Rubén Castelli como interventor de facto. Este fue sucedido un mes más tarde por Aldo Luis Bachmann, que se mantuvo en el cargo por dos años hasta la llegada a la intervención del contraalmirante Julio Alberto Acuña, el cual fue el interventor que más tiempo duró en el cargo (1978-1982). Tras la derrota del régimen en la Guerra de las Malvinas, que apresuró el colapso de la Junta Militar, el fracaso bélico contribuyó a que en Río Negro cayera también la intervención de Acuña, que era una de las figuras del ejército más ligadas al dictador Leopoldo Galtieri y que más favorecían el conflicto con el Reino Unido. Acuña fue reemplazado por un civil, Carlos Fernando San Juan, que se encargó de administrar la transición democrática en la provincia, en paralelo con la que se realizaba a nivel nacional.

## Reglas electorales
La constitución promulgada el 10 de diciembre de 1957 establecía las siguientes autoridades provinciales y sus respectivos criterios de elección:
- Gobernador electo por mayoría simple.
- 36 diputados, la totalidad de los miembros de la Legislatura Provincial. Electos por toda la provincia con 21 bancas reservadas para el partido más votado y 15 a los demás partidos, en proporción de los votos que hubieren logrado usando el cociente Hare. El número de parlamentarios provinciales se incrementó considerablemente con respecto al anterior proceso electoral, en el cual solo fueron elegidos 23 legisladores.

## Candidaturas
Los partidos políticos nacionales con seccional en Río Negro habían fundado una «Multipartidaria rionegrina», paralela al organismo nacional y única de su tipo en el interior del país, que tenía como objetivo estudiar las problemáticas del distrito rionegrino en general, saliendo a la luz en un comunicado titulado La Coincidencia y firmado el 18 de julio de 1982, un año antes del colapso del régimen tras la derrota militar y el inicio del período de transición. La Multipartidaria se acabó disolviendo con la convocatoria a elecciones y el inicio de las campañas de empadronamientos, que dieron comienzo al enfrentamiento entre los partidos políticos de cara a los inminentes comicios. Doce partidos políticos obtuvieron personería jurídica en Río Negro para poder presentarse a los comicios, once de ellos de carácter nacional y uno de ellos de carácter provincial. La antinomia política volvió a reducirse a un enfrentamiento entre el Partido Justicialista (PJ) y la Unión Cívica Radical (UCR), partidos representantes de los dos principales movimientos nacionales.
Dentro de los dos principales partidos existieron pujas internas por las candidaturas. En el radicalismo, la competencia comenzó cuando el exdiputado Osvaldo Álvarez Guerrero anunció su precandidatura a finales del año 1982, por medio del Movimiento de Renovación y Cambio (MRC), que a nivel nacional encabezaba Raúl Alfonsín. La Línea Nacional, que postulaba a Fernando de la Rúa como sucesor del difunto Ricardo Balbín, hasta entonces hegemónica dentro de la UCR, postuló al viedmense Tomás Rébora. Mientras que el Movimiento de Afirmación Yrigoyenista (MAY), liderado por Luis León, postuló a Luis Arias. Un cuarto candidato que se barajó originalmente fue Norberto Blanes, ministro de Economía durante el régimen militar que ya había sido candidato en 1973, ubicándose en el tercer puesto, aunque su postulación se descartó debido a la impopularidad creciente de los políticos relacionados con la dictadura. La candidatura de Álvarez Guerrero, sin embargo, alarmó a las figuras del balbinismo y otros sectores, incluso dentro del propio alfonsinismo, se opusieron a él, bajo el alegato de que un candidato oriundo de Bariloche tenía escasas posibilidades de triunfo debido al bajo caudal de votos que la ciudad representaba. Finalmente, una lista de «Unidad Radical» (compuesta por la Línea Nacional, el MAY, y el alfonsinismo disidente de Julio Dehais) para competir en las internas, retirándose los candidatos balbinistas en favor de Luis Arias, con el fin de evitar la candidatura del líder alfonsinista. Sin embargo, Álvarez Guerrero ganó finalmente las internas luego de acusar a la lista unitaria de coludir con el gobierno de facto y con el peronismo, lo que provocó una indignación general en las filas juveniles del partido. La lista radical para diputados provinciales la encabezó el también alfonsinista Horacio Massaccesi.
En el Partido Justicialista, la candidatura de Mario Franco se consideró natural por tratarse del primer gobernador peronista de la provincia (el segundo electo) y una de las figuras más destacadas del movimiento en la provincia. Franco pudo presentarse luego de lograr un indulto a su favor, habiendo permanecido inhabilitado durante el régimen militar. Franco pertenecía al sector «ortodoxo» dentro de la interna justicialista, y debió enfrentar un movimiento opositor denominado Corriente de Opinión Interna del Justicialismo o simplemente Corriente de Opinión Interna (COI), que se encolumnó detrás de las figuras de Omar Lehner y Remo Costanzo, el cual tomaría el control del partido después de la derrota electoral. Franco venció a Lehner en forma abrumadora, un resultado que para su sector del justicialismo pareció anticipar una victoria local, teniendo en cuenta que la candidatura de Álvarez Guerrero, a pesar de su triunfo en las primarias, no gozaba del apoyo de todo el aparato partidario de la UCR. La seguridad del sector franquista en la victoria llevó a que se excluyera a la COI del armado de listas legislativas y municipales, lo que desató el rechazo de muchos de estos a apoyar su candidatura.
En el plano de los terceros partidos, el único partido provincial en participar fue el Partido Provincial Rionegrino (PPR), liderado por el exgobernador de facto Roberto Requeijo, que había quedado en segundo lugar en las anteriores elecciones provinciales, superando al radicalismo. Sin embargo, de cara a las elecciones de 1983, el PPR se debilitó debido al creciente desprecio público a los partidos de algún modo relacionados con los regímenes de facto anteriores, presentando al empresario Domingo López Oribe como aspirante a la gobernación. Entre los demás partidos nacionales postularon candidatos el Movimiento de Integración y Desarrollo (MID), Partido Demócrata Cristiano (PDC), el Partido Intransigente (PI), el Partido Comunista (PCA), el Movimiento al Socialismo (MAS), el Partido Demócrata Progresista (PDP), el Partido Obrero (PO), y el Frente de Izquierda Popular (FIP). No se presentaron ni las dos herederos del histórico Partido Socialista (PSD y PSP) ni la naciente Unión del Centro Democrático (UCeDé). Dos de los partidos participantes en las elecciones de 1973, la Nueva Fuerza (NF) y el Partido Socialista de los Trabajadores (PST), se habían disuelto para entonces, siendo la Nueva Fuerza sucedida en la práctica por la UCeDé y el PST por el MAS en 1982.

## Campaña
Debido al reciente comienzo del proceso de democratización, siendo esta su elección inaugural y la primera en diez años, la elección de 1983 se destacó en Río Negro por la particularidad de que una misma agencia publicitaria, encabezada por el publicista Eduardo Fernández y ubicada en el municipio General Roca, se encargó de las campañas electorales de hasta cinco partidos diferentes.
El clima electoral estuvo signado por la polarización entre el PJ y la UCR. Álvarez Guerrero mantuvo un discurso centrado no solo en el cambio político, sino también en el cambio económico y social, centrándose mayormente en criticar a la administración de facto saliente e intentar relacionar a sus oponentes electorales con el pasado autoritario, a la vez que desligaba al radicalismo de ese pasado, siendo que su principal eslogan publicitario fue «Tenemos las manos limpias», surgido de un gesto que tuvo durante un acto al principio de la campaña. Esencialmente defendió un modelo estatista que buscara integrar los mercados de las diversas regiones provinciales. Luego de que el régimen interventor replicara duramente al candidato a vicepresidente de la UCR, Víctor Martínez, por afirmar en Río Negro «cerraban una escuela cada 33 horas», calificándolo como un «dislate», Álvarez Guerrero se apropió de las palabras de Martínez publicando un comunicado que detallaba la mala situación de los centros educativos de la provincia, comprometiéndose a cumplir con el mandato constitucional que exigía que se destinara un 25% del presupuesto provincial a la educación, afirmando que «el dislate no está en quienes denuncian las falencias, sino en aquellos que forman parte de este régimen que pretende o pretendió convertir al país en colonia». Álvarez Guerrero criticó la subordinación creciente que las distintas autoridades provinciales habían mantenido para con el gobierno nacional, utilizando la antinomia de que la democracia implicaría ser una provincia, mientras que el autoritarismo implicaría mantener, de facto, la situación de mero territorio nacional. También señaló que ninguno de los gobiernos imperantes había impulsado la integración de la población en una identidad provincial rionegrina, criticando el faccionalismo en diferentes comunidades que sufría Río Negro desde mucho antes de su provincialización.
Tras haber derrotado a sus oponentes internos debido a las candidaturas ambiguas ligadas al régimen, Álvarez Guerrero procedió a atacar a Franco, intentando perfilarlo como un «candidato del Proceso», y cuestionando a los demás partidos para establecer la figura de que él era el único candidato desligado del autoritarismo anterior. Luego de que Franco afirmara, durante un acto público, que «no habría justicia para los antipatrias», Álvarez Guerrero respondió que buscaría «justicia para todos», y que el discurso de Franco reflejaba un «totalitarismo» incompatible con el sistema democrático. El radicalismo afirmó que un gobierno peronista desligado de los principios democráticos generaría una fuerte incertidumbre que podría descalabrar la naciente democracia, destacando el eslogan «La opción es clara. Álvarez Guerrero o...» dejando la alternativa en puntos suspensivos. Álvarez Guerrero estrechó sus contactos con la Unión de Trabajadores de la Educación de Río Negro (UNTER) y con su secretario general, Wenceslao Arizcuren, que había declarado "persona non grata" al ministro Blanes y estaba emprendiendo hueglas y otras medidas de fuerza contra la dictadura. El apoyo de Álvarez Guerrero a la UNTER en su conflicto con el régimen de facto le granjeó al candidato radical un insólito apoyo de parte del gremio docente, contribuyendo decisivamente al éxito de su campaña.
El creciente triunfalismo del peronismo condujo a que Franco limitara su retórica, en el mismo sentido de lo ocurrido a nivel nacional con la candidatura de Ítalo Luder. Aunque se percibía la amplia popularidad ante el público tanto de Alfonsín como de Álvarez Guerrero, la posibilidad de que el radicalismo pudiera poner fin a la hegemonía electoral del peronismo se consideró muy remota incluso hasta pocos días antes de los comicios. Al momento de realizarse la campaña de empadronamiento para que los partidos políticos se pudieran registrar, las afiliaciones peronistas prácticamente habían triplicado a las radicales en Río Negro, lo que hizo creer a gran parte el equipo de campaña justicialista que la elección estaba ganada. Sin embargo, este exitismo por parte de los candidatos justicialistas, que afirmaron que podrían ganar por más del 50% de los votos, fue visto posteriormente como uno de los principales alicientes para la derrota electoral. Además, Franco se había reunido en numerosas ocasiones con el interventor San Juan para gestionar el indulto que le permitió presentarse a los comicios y este había llamado públicamente a que este se realizara para evitar una «ventaja injusta» para «ciertos candidatos», haciendo referencia directa a Álvarez Guerrero. Las reuniones entre Franco y el régimen condujeron a que Álvarez Guerrero provincializara el discurso nacional alfonsinista denunciando un «pacto militar-sindical», y dieron cierta validez a las alegaciones de que Franco era el candidato apoyado por la dictadura. El escaso interés de Franco en refutar estas afirmaciones respondió, seguramente, a su seguridad de que ganaría las elecciones, lo que permitió que la opinión pública se pusiera en su contra.

## Resultados

### Gobernador

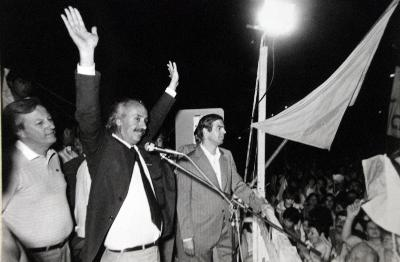
Álvarez Guerrero celebra su victoria con sus partidarios la noche del 30 de octubre de 1983.

En paralelo con la amplia victoria de Raúl Alfonsín en las elecciones nacionales, Álvarez Guerrero obtuvo un aplastante triunfo con el 52,69% de los votos válidamente emitidos, superando a Franco por 15,78 puntos, lo que constituyó la segunda victoria radical de la jornada más contundente, solo superada por el 55,84% obtenido en Córdoba por Eduardo Angeloz. Fue también una de las victorias gubernativas más contundentes en general para el escenario estrecho y polarizado en el que se celebraron los comicios de 1983, siendo superada solo por Angeloz y por los peronistas Carlos Menem en La Rioja y Arturo Puricelli en Santa Cruz, que lograron 56,51% y 55,71% respectivamente, así como el provincialista Felipe Sapag en la vecina Neuquén con un 55,26%. Franco obtuvo el 36,91% de los votos, perdiendo un 9,16% de porcentaje. No obstante, la falta de una tercera fuerza coherente y el crecimiento exponencial del electorado después de diez años sin que se celebraran elecciones permitió que ambos partidos obtuvieran grandes crecimientos de votos en términos absolutos: la candidatura de Álvarez Guerrero cuadruplicó la cantidad de sufragios obtenida por Blanes en 1973 (82.989 de 20.888), mientras que Franco, pese a su derrota, obtuvo 12.813 votos más que en 1973.
La polarización bipartidista, que con un 89,60% en Río Negro fue solo ligeramente inferior a la registrada en las elecciones nacionales, destruyó las expectativas de los terceros partidos. La tercera fuerza fue el Partido Demócrata Cristiano (PDC), que postulaba a Eduardo Bagli para la gobernación y obtuvo el 2,35% de los votos (34,56 puntos por debajo del justicialismo), siendo sin embargo uno de sus mejores resultados con respecto al 0,31% que obtuviera en las elecciones nacionales. El Movimiento de Integración y Desarrollo (MID) quedó en cuarto puesto con el 2,28% con Mario Larreguy como candidato. Afectado por el descrédito de los gobiernos de facto y su participación previa en ellos, el Partido Provincial Rionegrino (PPR) pasó de ser la segunda fuerza de la provincia a ubicarse en un lejano quinto puesto con un 2,05% de las preferencias para López Oribe, su candidato a gobernador, restringiendo su presencia en espacios de poder a unos pocos concejos deliberantes en municipios pequeños y viéndose fuera del legislativo provincial. Los demás partidos no superaron los dos puntos porcentuales, sumando juntos el 3,73% restante.
A nivel geográfico se profundizó notablemente el triunfo radical. Álvarez Guerrero derrotó al justicialismo incluso en la ciudad natal de Franco, Villa Regina, donde la UCR también obtuvo la intendencia y la mayoría en el Concejo Deliberante. El candidato radical triunfó en diez departamentos, a saber: Adolfo Alsina, Avellaneda, Bariloche, General Roca, Nueve de Julio, Pichi Mahuida, Pilcaniyeu, San Antonio, Valcheta, y Veinticinco de Mayo; mientras que Franco solo consiguió imponerse al radicalismo en Conesa (donde había perdido ante el Partido Provincial Rionegrino diez años atrás), El Cuy, y Ñorquincó. Ningunas de las demás fuerzas demostró tener particular fortaleza en ningún departamento, manteniéndose la polarización. La elección tuvo a su vez la segunda participación más alta de la historia electoral rionegrina con un 85,84%, concurrencia solo superada por el 86,71% de las primeras elecciones tras la provincialización en 1958. La mayor parte de esta participación provino de las principales urbes de la provincia, en casi todas las cuales hubo una concurrencia mayor al 85% del electorado, no volviendo a repetirse un escenario similar.
|  | 52,69 % |

|  | 36,91 % |

|  | 2,35 % |

|  | 2,28 % |

|  | 2,05 % |

|  | 1,75 % |

|  | 1,04 % |

|  | 0,52 % |

|  | 0,23 % |

|  | 0,18 % |

|  | 0,01 % |

|  | 93,93 % |

|  | 5,07 % |

|  | 1,00 % |

|  | 100 % |

|  | 85,84 % |

### Legislatura Provincial
|  | 51,41 % |

|  | 36,87 % |

|  | 2,75 % |

|  | 2,44 % |

|  | 2,33 % |

|  | 2,08 % |

|  | 0,95 % |

|  | 0,52 % |

|  | 0,25 % |

|  | 0,22 % |

|  | 0,17 % |

|  | 93,38 % |

|  | 5,70 % |

|  | 0,92 % |

|  | 100 % |

|  | 85,84 % |

1. ↑  Renunció el 6 de marzo de 1984.[9] Lo reemplaza Ana Ida Piccinini el 22 de marzo de 1984.[10]